# 14-я улица — Юнион-сквер (Нью-Йоркское метро)
14-я улица — Юнион-сквер (англ. 14th Street — Union Square) — это пересадочный узел Нью-Йоркского метро. Главные выходы идут к Бродвею, Парк-авеню и 14-й улице.
В пересадочный узел входят станции следующих линий:
- линия Бродвея, Би-эм-ти,
- линия Канарси, Би-эм-ти,
- линия Лексингтон-авеню, Ай-ар-ти.

На станциях пересадочного узла останавливаются маршруты:
- 4, 6, L, N, Q (круглосуточно),
- 5, R (круглосуточно, кроме ночи),
- <6> (в будни днём в пиковом направлении),
- W (в будни днём и вечером до 23:00).

На 2019 год пересадочный узел занимает 4-е место по пассажиропотоку: 32 385 260 пассажиров в год.

## Платформы линии Лексингтон-авеню, Ай-ар-ти
|   |     |   |   |     |     |   |   |     |   |
| · | · л | · | · | · э | · э | · | · | · л | · |

|   |     |   |   |     |     |   |   |     |   |
| · | · л | · | · | · э | · э | · | · | · л | · |

«14-я улица — Юнион-сквер» (англ. 14th Street–Union Square) — станция Нью-Йоркского метрополитена, расположенная на линии Лексингтон-авеню, Ай-ар-ти.  На станции останавливаются маршруты: 4 (круглосуточно), 5 (круглосуточно, кроме ночи), 6 (круглосуточно) и <6> (в будни днём в пиковом направлении). Экспресс-пути используются маршрутами 4 (круглосуточно, кроме ночи) и 5 (круглосуточно, кроме ночи). Локальные пути используются маршрутами: 4 (ночью), 6 (круглосуточно) и <6> (в будни днём в пиковом направлении). Станция представлена двумя островными и двумя ныне закрытыми боковыми платформами.
Станция была открыта 27 октября 1904 года в составе первой очереди сети Interborough Rapid Transit Company (IRT). В это время поезда ходили от станции Сити-холл до 145-й улицы.
Эта станция — последняя оставшаяся во всей подземке, на которой в связи с сильной кривизной платформ установлены выдвижные мостки, которые выдвигаются после прибытия поезда и убираются перед его отправлением. Второй и третьей были Таймс-сквер челнока 42-й улицы и старая станция Саут-Ферри.
- Закрытая платформа
- Картуш с орлом и числом "14"

## Платформы линии Бродвея, Би-эм-ти
|     |   |   |     |     |   |   |     |
| · л | · | · | · э | · э | · | · | · л |

|     |   |   |     |     |   |   |     |
| · л | · | · | · э | · э | · | · | · л |

«14-я улица — Юнион-сквер» (англ. 14th Street–Union Square) — станция Нью-Йоркского метрополитена, расположенная на линии Бродвея, Би-эм-ти.  На станции останавливаются маршруты: N (круглосуточно), Q (круглосуточно), R (круглосуточно, кроме ночи) и W (в будни днём и вечером до 23:00). Экспресс-пути используются маршрутами N (в будни днём и вечером) и Q (круглосуточно, кроме ночи). Локальные пути используются маршрутами: N (ночью и в выходные), Q (ночью), R (круглосуточно, кроме ночи) и W (в будни днём и вечером до 23:00). Станция состоит из двух островных платформ.
Станция открылась 4 сентября 1917 года, как часть развития сети Brooklyn—Manhattan Transit Corporation (BMT) в Манхэттене.
- Изображение селения в 1828 году
- Новая именная плитка
- Лифт на платформу

## Платформа линии Канарси, Би-эм-ти
|   |   |   |   |
| · | · | · | · |

|   |   |   |   |
| · | · | · | · |

«Юнион-сквер» (англ. Union Square) — станция Нью-Йоркского метрополитена, расположенная на линии Канарси, Би-эм-ти.  На станции останавливается маршрут L (круглосуточно). Открылась 21 сентября 1924 года, состоит из одной островной платформы.

## Соседние станции
| Условные обозначения |
| для дней и часов работы маршрутов (более точно указано во всплывающих подсказках при этих обозначениях): |
| --- |
| круглосуточно круглосуточно, кроме ночи круглосуточно, кроме будней днём (либо часов пик) в пиковом направлении в будни днём (и, возможно, вечером) в будни круглосуточно в часы пик в будни днём (либо в часы пик) в пиковом направлении в будни днём (либо в часы пик) в направлении, обратном пиковому в выходные ночью ночью и в выходные (и, возможно, вечером) нет движения поездов |

| Предыдущая станция                                                                        | ЛинияНазвание станции                                     | Следующая станция                                                          |
| ----------------------------------------------------------------------------------------- | --------------------------------------------------------- | -------------------------------------------------------------------------- |
| 23-я улица · (4 6 <6>) · Центральный вокзал — 42-я улица · (4 5) · 18-я улица · (закрыта) | линия Лексингтон-авеню, Ай-ар-ти 14-я улица — Юнион-сквер | Астор-Плейс · (4 6 <6>) · Бруклинский мост — Сити-холл · (4 5)             |
| Шестая авеню · (L)                                                                        | линия Канарси, Би-эм-ти Юнион-сквер                       | Третья авеню · (L)                                                         |
| 23-я улица · (N Q R W) · 34-я улица — Геральд-сквер · (N Q)                               | линия Бродвея, Би-эм-ти 14-я улица — Юнион-сквер          | Восьмая улица — Нью-Йоркский университет · (N Q R W) · Канал-стрит · (N Q) |